# Pentachlaena latifolia
Pentachlaena latifolia là một loài thực vật có hoa trong họ Sarcolaenaceae. Loài này được H.Perrier mô tả khoa học đầu tiên năm 1920.